# 衛先範
衛先範，字象极，號效極，又自号樗栎子，陕西西安府韓城縣人，明末政治人物，同進士出身。

## 生平
父衛王道，篤志理學，著有《宗极论》。三歲時雙親亡故，由仲兄衛先烈撫養。七歲入學，學績名列前茅。因家貧，數度輟學，後得師友資助，才得以完成學業。萬曆四十三年乙卯舉于鄉，出新安吕维祺之门。四十七年（1619年）登己未科進士，都察院觀政，次年初授山西太平知縣，天啓元年调繁襄陵县，本省同考，摄篆临汾，又摄太平。襄有河患，先范浩浮梁，民称曰卫公桥。又加意作人，谈经课艺，名儒多出其门。天启五年乙丑（1625年），擢吏部稽勋司主事，歷验封、考功、文选諸司，胥吏假印为蠹，光范至，首厘之，以忤魏璫告归。家居十二年，崇祯十年丁丑（1637年）起考功司主事，升稽勋司员外郎，转文选郎中，严绝私交，毅然以简贤为己任，时有铁板钉子之谣。内璫马化龙欲有所托，先范峻拒之，遂中伤去，貧不能出都，涿鹿冯公赠一个金，始克抵里。李自成入关中，走河东山谷，旋爲所系，以追饷，备极毒刑。会諸賊败散，始以残年得歸。順治二年，清廷遣官徵辟不就，終守丘園，年八十二終於嚴谷，私諡貞介。

## 家族
曾祖卫廷珪，寿官。祖父卫誥。父卫王道，庠生。